# IU Michael A. Carroll Track & Soccer Stadium
Das IU Michael A. Carroll Track & Soccer Stadium ist ein Fußballstadion mit Leichtathletikanlage in der US-amerikanischen Stadt Indianapolis im Bundesstaat Indiana. Es befindet sich auf dem Campus der Indiana University-Purdue University Indianapolis. Die College-Soccer-Mannschaft der Uni, die IUPUI Jaguars, nutzen die Anlage. Benannt ist das Stadion nach dem Bürgerrechtler Michael A. Carroll. Die Anlage ist auch unter den Bezeichnungen Carroll Stadium, Carroll Stadium Soccer Field und Michael A. Caroll Stadium bekannt.

## Geschichte
Die Sportstätte am Ufer des White River wurde 1982 für die Panamerikanischen Spiele 1987 für sieben Millionen US-Dollar errichtet. Genutzt wird es von den IUPUI Jaguars sowie von 2014 bis 2017 von dem Fußball-Franchise Indy Eleven der North American Soccer League (NASL). Die Jaguars tragen hier ihre Fußballspiele und Crosslauf-Wettbewerbe aus.
Am 16. Juli 1988 stellte die Sprinterin Florence Griffith-Joyner bei den Vorausscheidungen für die Olympischen Spiele 1988, den US Olympic Trials, einen neuen Weltrekord im 100-Meter-Lauf auf. Sie lief im Michael A. Caroll Stadium 10,49 Sekunden und verbesserte den rund vier Jahre alten Rekord von Evelyn Ashford (10,76 Sekunden) um 27 Hundertstel Sekunden.
Die Indy Eleven hofften 2017 in ein neues Fußballstadion einziehen zu können. Eine Voraussetzung dafür ist die schnelle Bewilligung der Baugenehmigung für das Stadium for Indiana. Die neue Spielstätte für rund 72 Millionen Euro sollte mit 18.500 Zuschauerplätzen ausgestattet sein und auch für American Football, Lacrosse und Konzerte genutzt werden. Am 24. März 2015 lehnte der Steuer- und Finanzpolitikausschuss die Finanzierung eines neuen Stadions ab. Stattdessen wurden vom Senat von Indiana als günstigere Variante 20 Millionen US-Dollar für die Renovierung des Michael A. Carroll Stadium bewilligt. Schlussendlich zogen die Indy Eleven 2018 in das Lucas Oil Stadium, die Spielstätte der Indianapolis Colts aus der National Football League (NFL), um. Wegen erwartbarer Terminkollisionen kehrten die Eleven zur Saison 2021 ins Carroll Stadium zurück.